# Stanisław Gaszyński

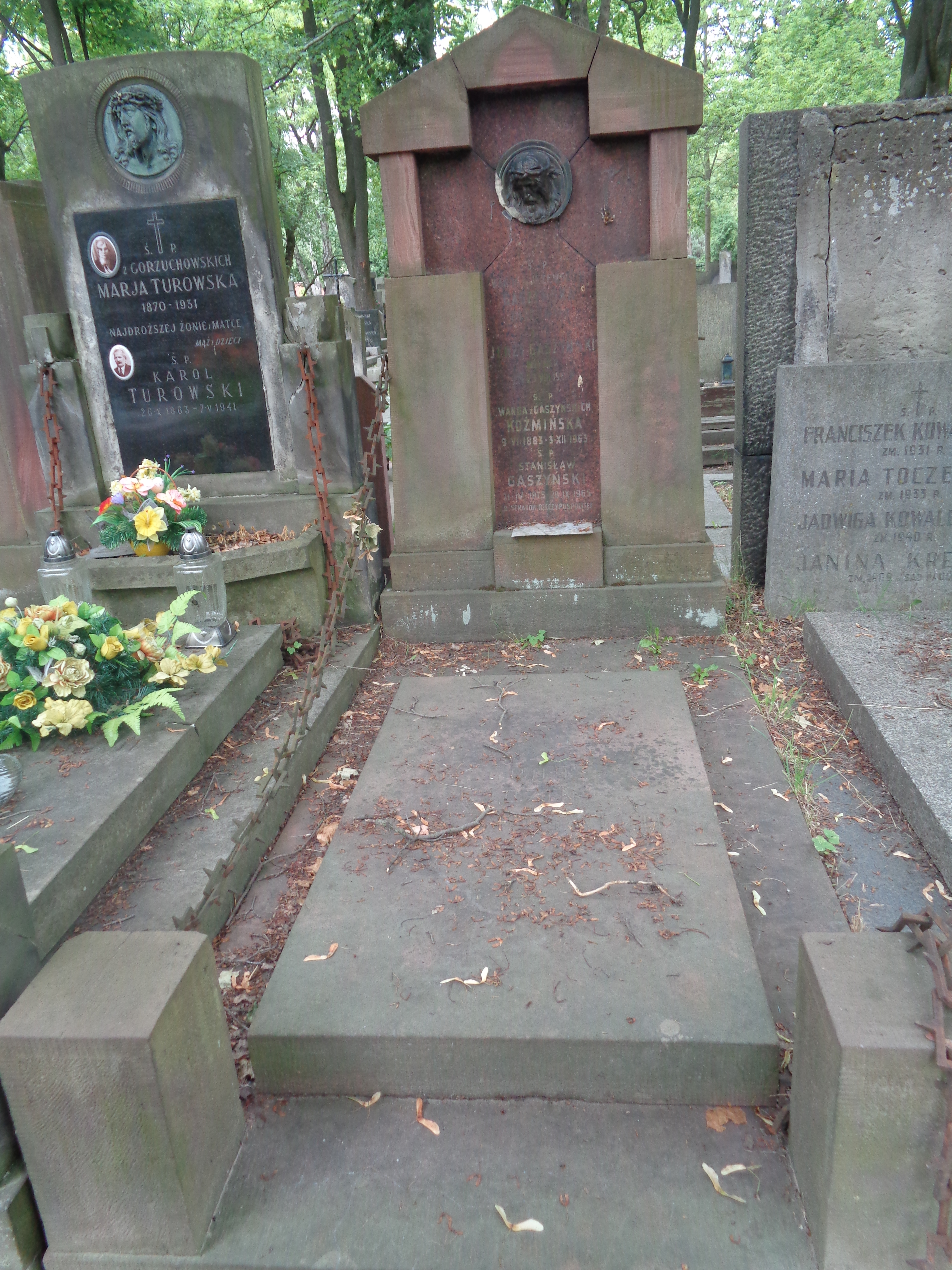
Grób Stanisława Gaszyńskiego na cmentarzu Powązkowskim

Stanisław Gaszyński (ur. 21 kwietnia 1875, zm. 20 września 1965 roku w Pruszkowie) – polski przemysłowiec, wynalazca, publicysta, senator I kadencji (1922–1927) i II kadencji (1928–1930).
Był inżynierem technologiem. Studiował w Wyższej Szkole Technicznej w Mährisch Schönberg. Wraz z bratem był wynalazcą technologii produkcji elektrycznych akumulatorów do łodzi podwodnych, otrzymał międzynarodowe patenty. Do 1904 roku był przedstawicielem różnych fabryk w Warszawie, od 1906 roku prowadził własną firmę w Moskwie. Współzałożyciel i dyrektor fabryk akumulatorów „Rex” w Petersburgu, Londynie i Paryżu; założyciel ośmiu innych fabryk, kopalni antracytu i złota na terenie Rosji. Był założycielem banku obsługującego jego przedsiębiorstwa. Cały jego majątek (około 5 mln dolarów) został znacjonalizowany przez ZSRR. Po 1918 roku wchodził w skład zarządów spółek, m.in. Len Polski S.A., Futro S.A., Lilpop, Rau i Loewenstein S.A., był członkiem Rady Nadzorczej Zakładów Żyrardowskich. Inicjator zrzeszenia kuśnierzy i praca nad kulturą lnu i konopi w Polsce. Organizator eksportu produktów drzewnych pod firmą Bracia Gaszyńscy i Spółka.
W 1920 roku był ochotnikiem w Wydziale Fabrycznym Ministerstwa Spraw Wojskowych. W 1928 roku wybrany senatorem z listy BBWR z województwa kieleckiego. Był autorem wielu artykułów w czasopismach fachowych o elektrochemii, elektromotorach, uprawie lnu i przemyśle futrzanym. Autor książki O instytutach gospodarczo-społecznych.
Pochowany na cmentarzu Powązkowskim w Warszawie (kwatera 151-1-21).